# 441年
| 千纪： | 1千纪                                                                                           |
| 世纪： | 4世纪 \| 5世纪 \| 6世纪                                                                         |
| 年代： | 410年代 \| 420年代 \| 430年代 \| 440年代 \| 450年代 \| 460年代 \| 470年代                       |
| 年份： | 436年 \| 437年 \| 438年 \| 439年 \| 440年 \| 441年 \| 442年 \| 443年 \| 444年 \| 445年 \| 446年 |
| 纪年： | 辛巳年（蛇年）；北魏太平真君二年；南朝宋元嘉十八年；仇池建义六年                                |

## 大事记
- 北涼王沮渠蒙遜之子沮渠無諱終為邊患而討鄯善，無諱敗退，乃派其弟沮渠安周西渡沙漠攻鄯善，比龍惧，想要投降。后采纳北魏使者劝谏，以兵拒守，坚壁不纳。安周不能克，無諱退保东城。

## 逝世
- 1月7日 - 殷景仁，一名鐵，陳郡長平人。中國南朝宋政治人物，受宋文帝重用，官至揚州刺史、尚書僕射。晉太常殷融曾孫。